# Villa Glori
La Villa Glori est un parc de 25 hectares, situé à Rome, Municipio II, dans le quartier de Parioli. Un temps, il a été appelé le Parc du Souvenir.

## Histoire
Le parc occupe une falaise de forme à peu près carrée, sur une colline escarpée vers le Tibre qui se prolonge au-dessus du Village olympique et du parc de la Musique, et constitue l'extrême nord-ouest des monti Parioli.
Contrairement aux villas historiques de Rome, la Villa Glori n'est pas née comme villa suburbaine, mais était un espace rustique destiné à la vigne et à la chasse, de sorte que le bâtiment construit le plus ancien est simplement une ferme fortifiée, modifiée à plusieurs reprises.

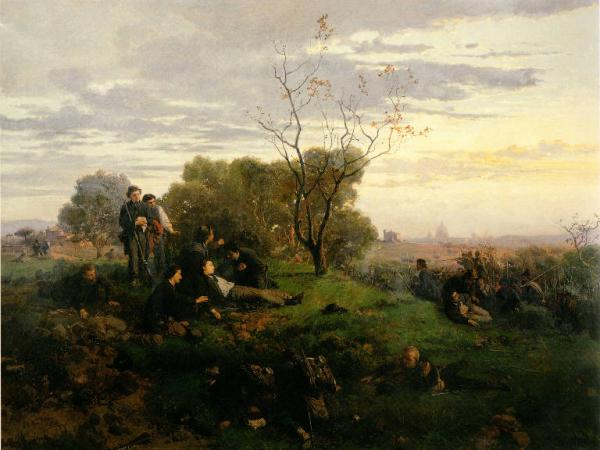
Gerolamo Induno, la Mort d'Enrico Cairoli à la Villa Glori.

Dans le cadre de la Campagne de l'Agro romano pour la libération de Rome, la région a été le théâtre, en 1867, de la bataille de la villa Glori, où a trouvé la mort, parmi d'autres, Enrico Cairoli.
Cesare Pascarella a immortalisé le fait avec une œuvre de 25 sonnets, intitulé la Villa Gloria et publiée en 1886, qui est l'un des rares exemples d'engagement civique de la poésie en dialecte romain.
Rome devenue la capitale de l'Italie, un plan réglementaire de 1883 prévoyait l'idée d'un vaste espace de verdure entre le quartier Parioli et le Pont Milvius, et à cette fin a été lancée l'expropriation. La colline est passée à l'époque de la famille Boncompagni à un ingénieur nommé Glori, auquel Pie IX avait confié la construction du nouveau pont Mammolo ; le parc a ensuite pris le nom de ce dernier propriétaire.
En 1908 a été construit dans la plaine l'hippodrome pour les courses de trot, encore très proche du centre historique. L'implantation est restée en fonction jusqu'à la fin des années 1950, quand il a été remplacé par celui, beaucoup plus vaste de Tor di Valle, tandis que sur le site de l'ancien hippodrome de Villa Glori était construit le Village olympique.
En 1923, les terrains déjà détenus par Glori ont été transformés en parc public pour commémorer les morts de la Grande Guerre, et appelé (comme dans beaucoup d'autres villes), le "Parc du Souvenir". La conception a été confiée à l'architecte Raffaele De Vico, et a principalement consisté en la réalisation d'une place centrale et d'un tissu d'allées, ainsi que la plantation de plus de 6 000 arbres et arbustes. L'inauguration a eu lieu en 1924.
En 1929, au sommet de la colline, trois pavillons consacrés à Ettore Marchiafava, ont été réalisés, pour faire profiter des colonies d'été aux enfants pauvres et tuberculeux. Dans le prolongement de cette tradition d'assistance, en 1988 les vieilles structures, en partie rénovées, ont été confiées à Caritas romana, qui a installé une maison de famille abritant des personnes malades du Sida.
En 1997 est installé un parcours de sculptures contemporaines. En 2000, le parcours a été agrémenté avec deux nouvelles œuvres.

## Monuments et lieux d'intérêt
Parmi les divers monuments de la villa, peuvent être mentionnés :
- L'amandier sec près duquel a été tué Enrico Cairoli ;
- La colonne commémorative des soldats tombés au combat de 1867 ;
- Un bosquet de chênes commémorant les morts pendant la Première Guerre mondiale ;
- Une maison utilisée lors de la bataille de la Villa Glori par les compagnons des frères Cairoli.

### La route de la sculpture contemporaine "franchir le Seuil"
En 1997, sur l'idée de la critique d'art italienne Daniela Fonti, la Municipalité de Rome a établi une exposition permanente de sculptures contemporaines, nommée "Franchir le seuil", pour intégrer la nature et l'art. En 2000, l'exposition acquiert deux nouvelles œuvres : la Porte du Soleil de Giuseppe Uncini et l'Homme-l'herbe Paolo Canevari.
L'exposition comprend des œuvres de Maria Dompè, Eliseo Mattiacci, Maurizio Mochetti, Nino Caruso, Pino Castagna, Jannis Kounellis, Nunzio, Mauro Staccioli, Giuseppe Uncini et Paolo Canevari.

## Galerie

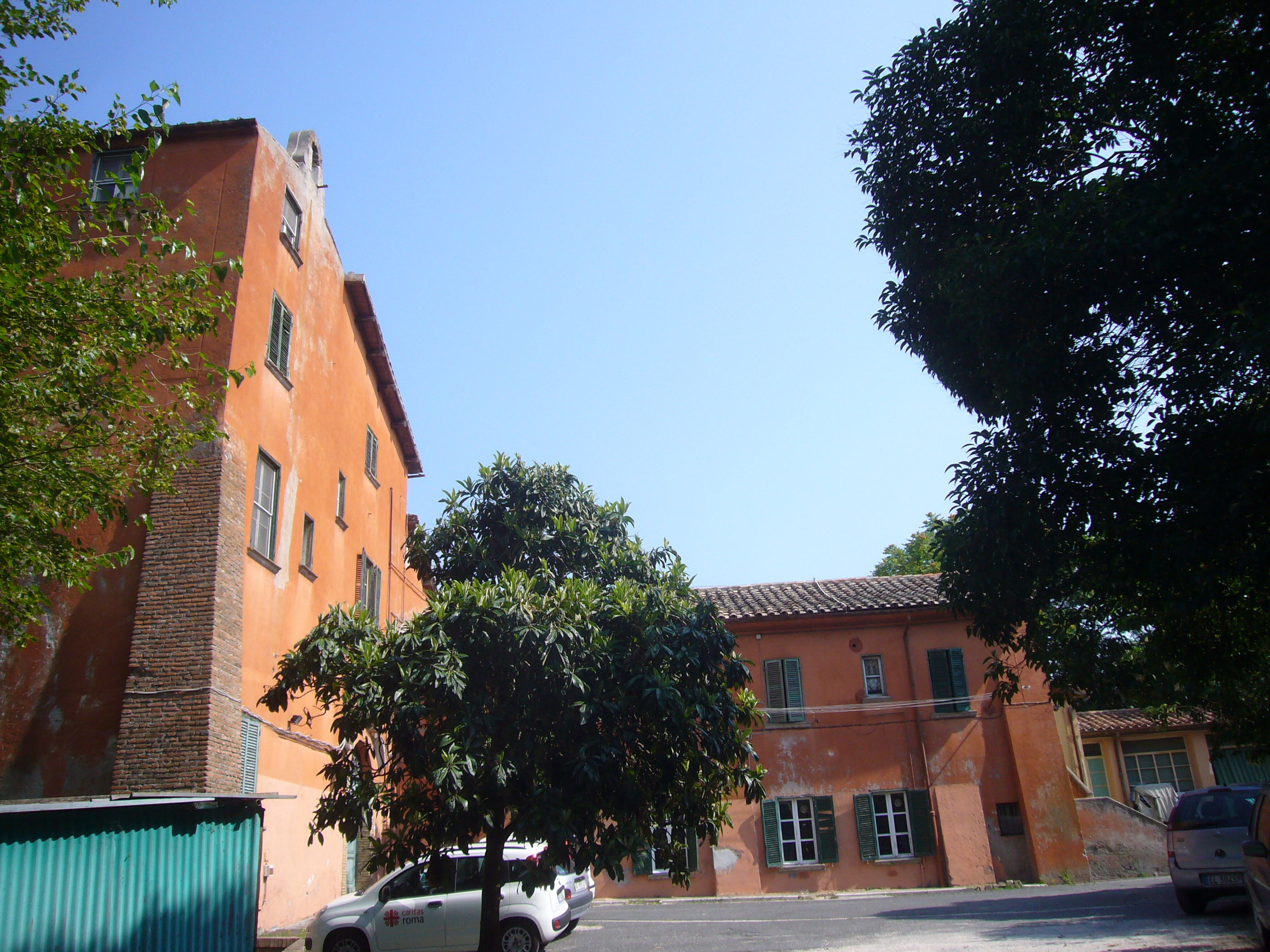
Casale.
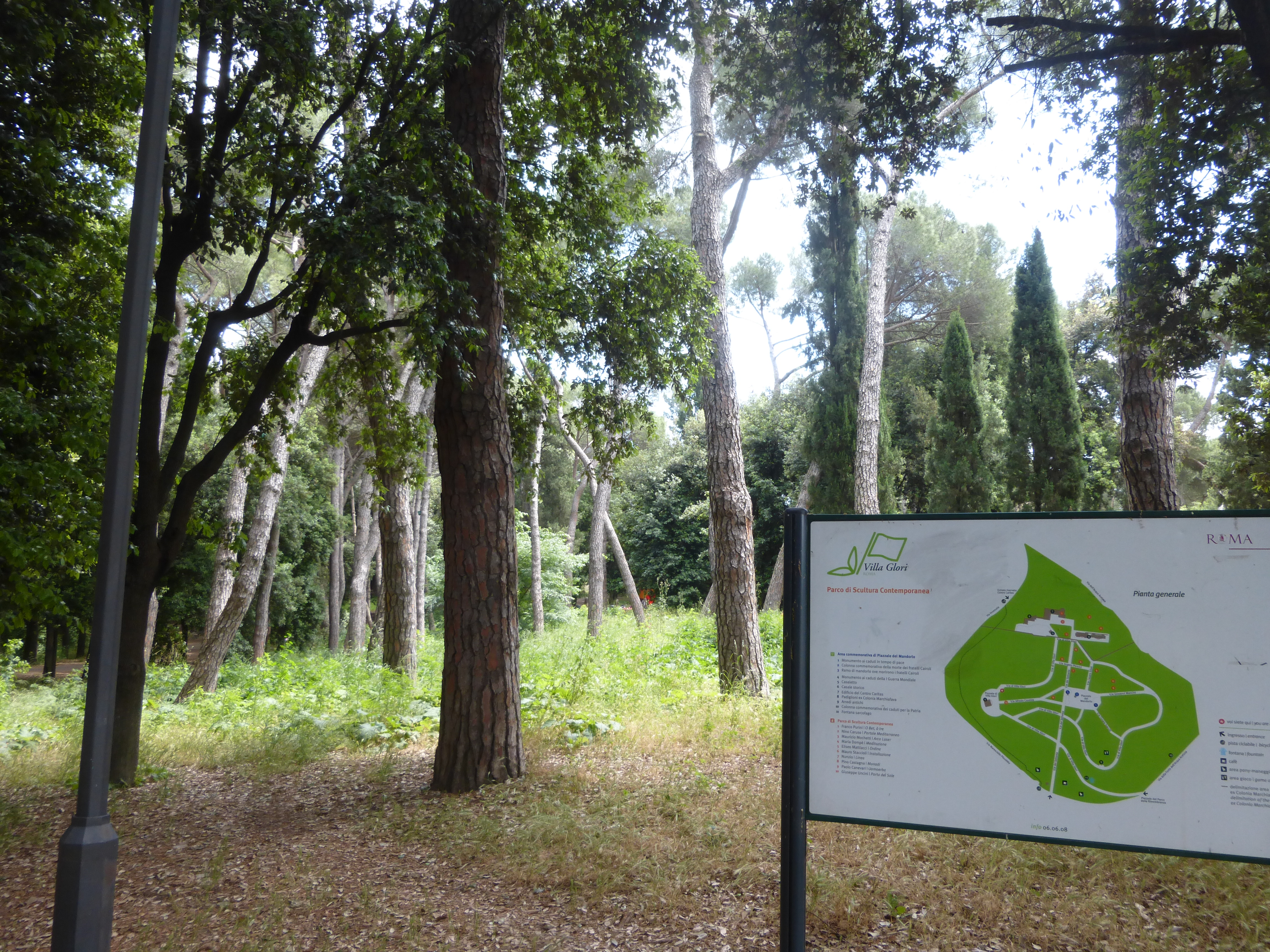
Pinède.
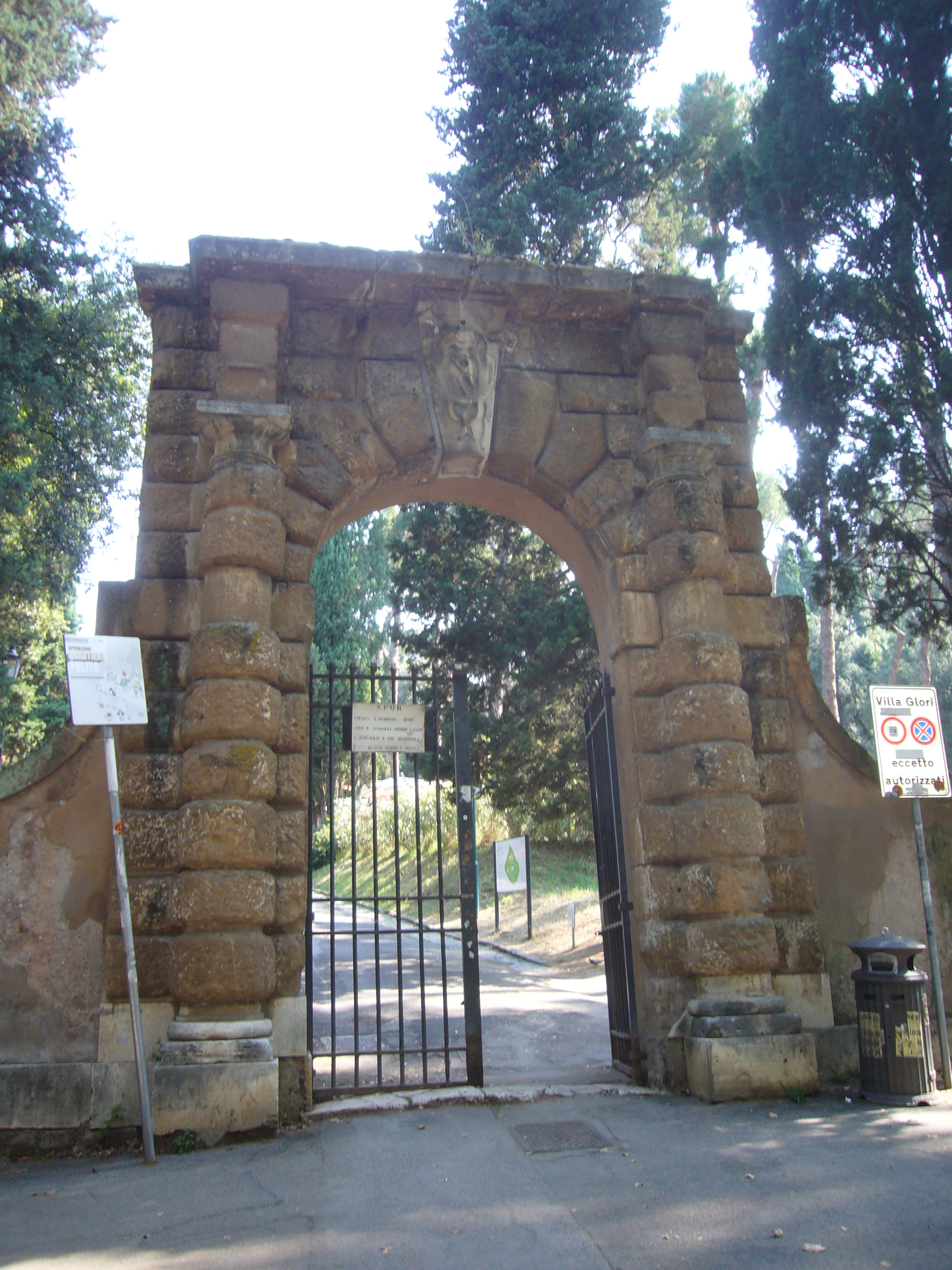
Une des entrées.
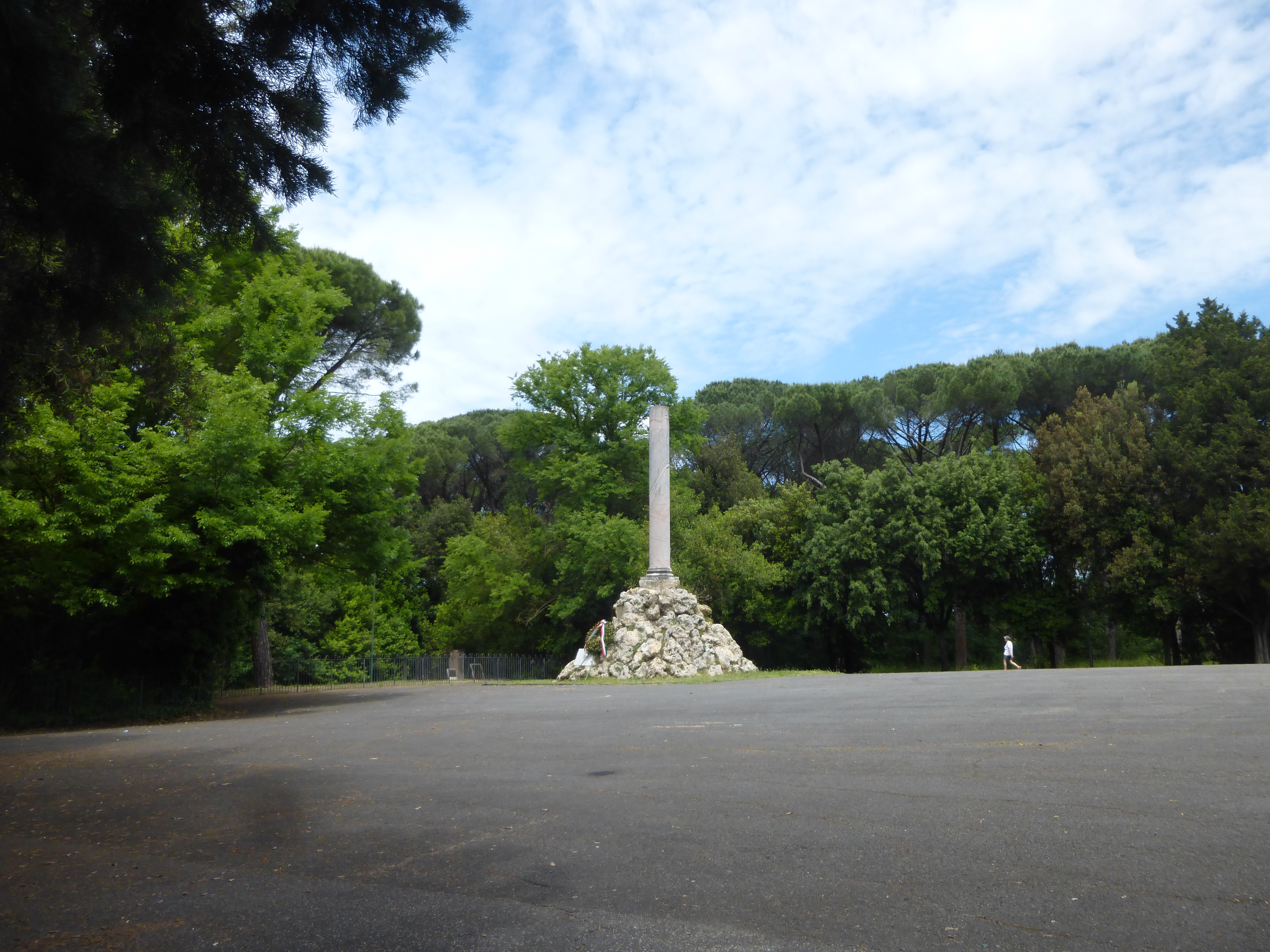
Colonne des frères Cairoli.
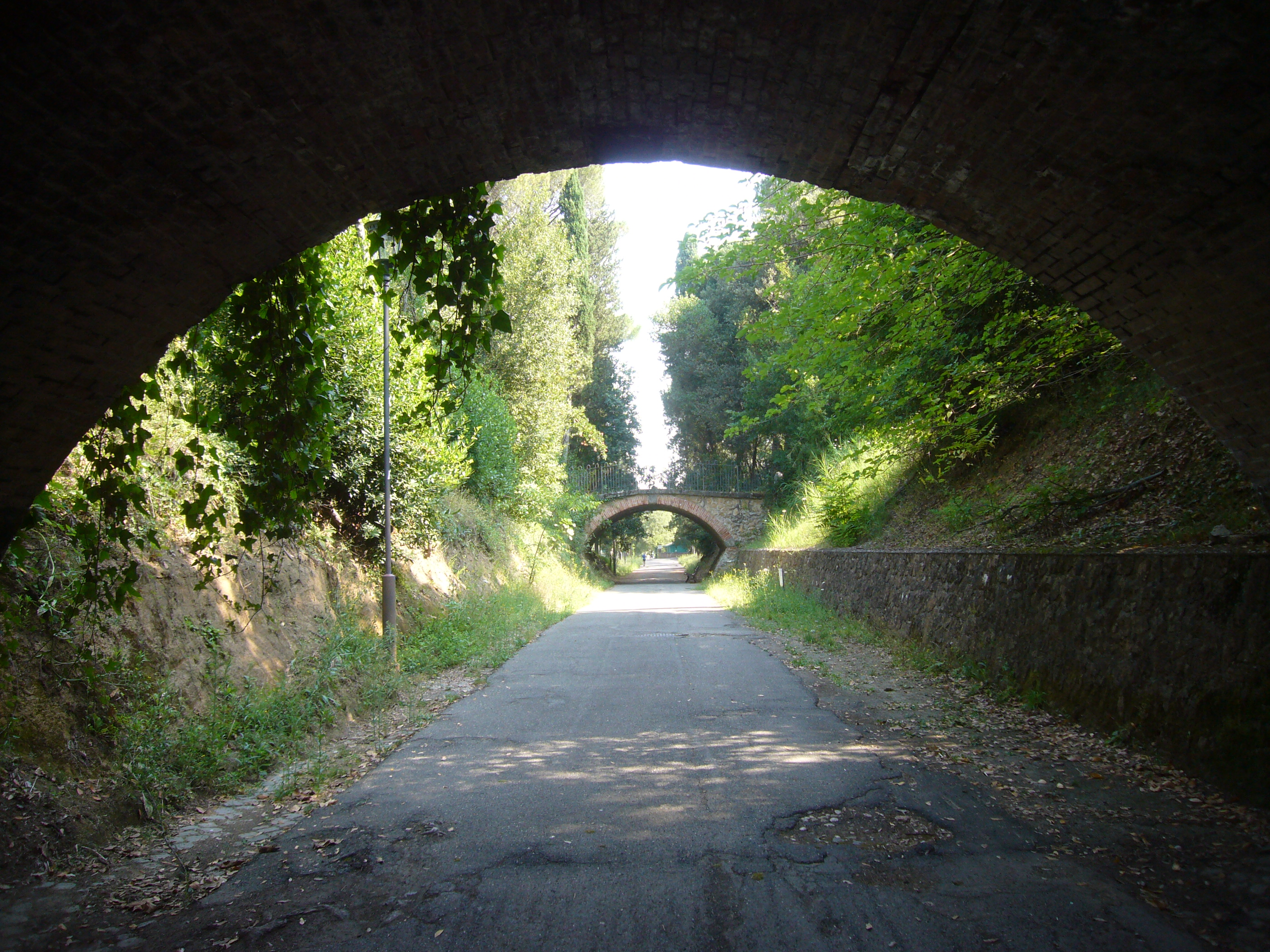
Voie dans le parc.
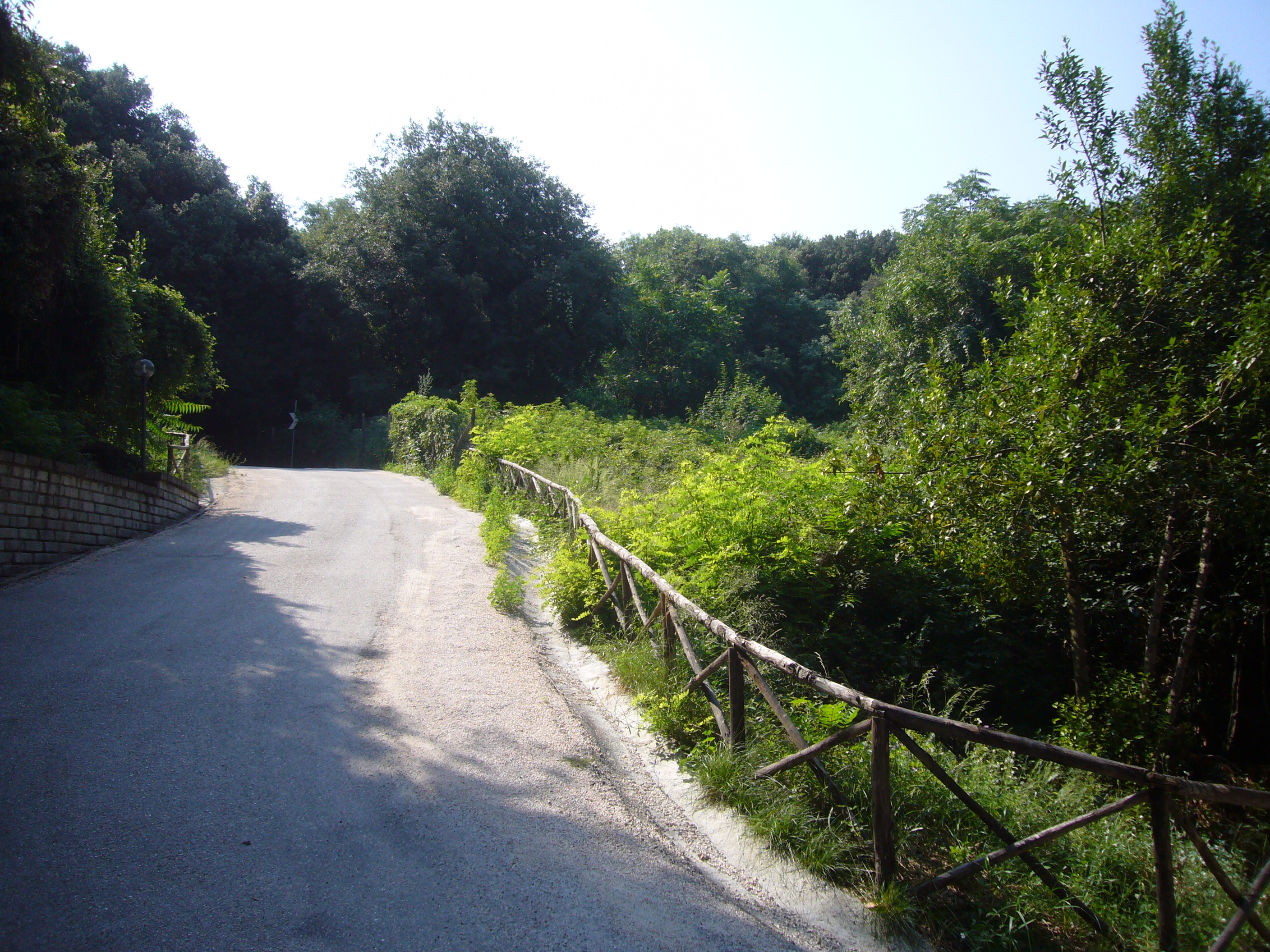
Le bois vers le Tibre.

## Les environs
- Piazza Euclide
- L'Auditorium Parco della Musica
- Le Village Olympique
- La fontaine de l'Acqua Acetosa
- Mosquée de Rome
- Ipogeo di Villa Glori